# Lasha Malaghuradze
Lasha Malaghuradze (nacido en Tiflis el 2 de enero de 1986) es un jugador de rugby georgiano. Su posición habitual es de apertura. Ganó el campeonato de rugby georgiano con el club tiflisiano Kochebi en 2007 para pasar después a jugar en clubes del Top 14 francés. Después de jugar la selección sub-21, hizo su debut para Georgia el 2 de febrero de 2008 contra Portugal en Tiflis.
Ha sido seleccionado para jugar la Copa Mundial de Rugby de 2015. En el partido contra Nueva Zelanda, que terminó con victoria neozelandesa 10-43, Malaguradze logró puntuar gracias a una conversión y un golpe de castigo. Anotó un ensayo en la victoria de su equipo 16-17 sobre Namibia.